# Etuta
Etuta (gr.: Ετούτα, Etúta) (II wiek p.n.e.|II w. p.n.e.) – królowa iliryjska, córka króla iliryjskich Dardanów Monuniosa II, żona króla Ilirii Gentiosa. 
W r. 169 p.n.e. Plator syn Pleuratosa III, króla iliryjskich Ardiajów, planował poślubić Etutę, lecz został zabity przez Gentiosa, swego rodzonego brata. Później Etuta wyszła za niego za mąż. Gentios był jednak żonaty z Etlewą, z którą miał dwóch synów, Skerdylaidasa i Pleuratosa.